# Mihail Kogălniceanu (Râmnicelu), Brăila
Mihail Kogălniceanu (în trecut, Domnița) este un sat în comuna Râmnicelu din județul Brăila, Muntenia, România. Se află pe malul stâng al râului Buzău, în zona cursului său inferior.
La sfârșitul secolului al XIX-lea, satul purta numele de Domnița și era reședința unei comune cu același nume din cadrul plășii Gradiștea de Jos din județul Râmnicu Sărat, comună formată din satele Domnița, Piscu, Ciupercari și Corbeni, cu o populație totală de 1615 locuitori. Ea ocupa zona din comuna actuală aflată pe malul stâng al Buzăului. În comuna Domnița funcționau două școli cu 106 elevi (din care 11 fete), înființate între 1883 și 1888 — una în Domnița și una în Piscu; și trei biserici, dintre una în Domnița, zidită de arhiereul Timoftei în 1845, și o alta la Piscu, construită în 1889 pe cheltuiala regelui Carol I.
În 1925, comuna Domnița era inclusă în plasa Boldu a aceluiași județ Rm. Sărat și era formată din satele Domnița, Corbeni și din cătunul Boarca, cu 1540 de locuitori. 
În timp, comuna Domnița a luat numele de Mihail Kogălniceanu. În 1950, ea a fost inclusă în raionul Brăila al regiunii Galați. În 1968, comuna Mihail Kogălniceanu a fost desființată și inclusă în comuna Râmnicelu, care și ea a fost transferată la județul Brăila.